# Flavio Mogherini
Pour les articles homonymes, voir Mogherini.
Flavio Mogherini est un réalisateur, scénariste, décorateur et costumier italien né le 25 mars 1922 à Arezzo et mort le 23 avril 1994 à Rome.
Il est le père de la femme politique italienne Federica Mogherini.

## Biographie

### Carrière
Flavio Mogherini quitte Arezzo pour Rome, et étudie au Centro sperimentale di cinematografia. En tant que décorateur et costumier, à partir de 1947, il participe à plus d’une centaine de films en collaborant, entre autres, avec Pier Paolo Pasolini (Accattone) et Valerio Zurlini (La Fille à la valise). En 1962, il remporte le Ruban d'argent des meilleurs décors (it) pour Le Mauvais Chemin de Mauro Bolognini.
Il débute en tant que réalisateur en 1972 avec Anche se volessi lavorare, che faccio?, une comédie sur des pilleurs de tombes et de sites archéologiques.
En 1974, il obtient un grand succès auprès du public avec Occupe-toi d'Amélie, interprété par Renato Pozzetto, acteur qu’il dirige ensuite dans Paolo Barca, maestro elementare, praticamente nudista. En 1976, il réalise Culastrisce nobile veneziano, avec  Marcello Mastroianni.
Il adapte en 1982 la comédie de Georges Feydeau, Occupe-toi d'Amélie : Per favore, occupati di Amelia avec Renzo Montagnani.
Son dernier et quatorzième film en tant que réalisateur est Delitto passionale (it), interprété par Serena Grandi et Fabio Testi, sorti en 1994.

### Mort
Flavio Mogherini meurt à Rome le 23 avril 1994.

## Filmographie partielle

### Comme réalisateur
- 1972 : Anche se volessi lavorare, che faccio?
- 1974 : Pour aimer Ophélie (Per amare Ofelia)
- 1975 : Paolo Barca, maestro elementare, praticamente nudista
- 1976 : Culastrisce nobile veneziano
- 1977 : L'Affaire de la fille au pyjama jaune (La ragazza dal pigiama giallo)
- 1978 : Per vivere meglio, divertitevi con noi
- 1978 : Le braghe del padrone
- 1982 : Occupe-toi d'Amélie (Per favore, occupati di Amelia)
- 1982 : Les Poids lourds (I camionisti)
- 1982 : Sbirulino (it)
- 1986 : La ragazza dei lillà
- 1987 : Com'è dura l'avventura (it)
- 1988 : Pigmalione 88
- 1994 : Delitto passionale (it)

### Comme décorateur
- 1951 : Le Mousquetaire fantôme (La paura fa 90), de Giorgio Simonelli
- 1962 : Le Mauvais Chemin de Mauro Bolognini
- 1968 : La nuit est faite pour... voler (La notte è fatta per... rubare) de Giorgio Capitani
- 1968 : C'est mon mari et je le tue quand bon me semble (Il marito è mio e l'ammazzo quando mi pare) de Pasquale Festa Campanile
- 1969 : Échec à la reine (Scacco alla regina) de Pasquale Festa Campanile
- 1973 : Ce cochon de Paolo (Paolo il caldo) de Marco Vicario